# 貝爾豐特鎮區 (阿肯色州布恩縣)
貝爾豐特鎮區（英語：Bellefonte Township）是位於美國阿肯色州布恩縣的一個行政鎮區。根據2010年美國人口普查，該地人口為2380人，而該地的面積約為65.74平方千米。